# Palazzo Medolago Albani
Palazzo Medolago Albani si trova a Bergamo sul viale delle Mura presso Porta San Giacomo.

## Storia
Il palazzo è d'interesse storico artistico, ed è un imponente esempio di architettura neoclassica. Costruito ad opera dell'architetto Simone Cantoni a partire dal 1770, venne acquistato nel 1841 dal conte Giacomo Medolago Albani. In breve il palazzo fu trasformato, abbellito e divenne uno tra i più signorili della città e sede dei più importanti avvenimenti storici e culturali dell'epoca quali le visite dell'imperatore Francesco Giuseppe I d'Austria con la moglie Elisabetta di Baviera e del re di Italia Vittorio Emanuele II come testimoniano le lastre commemorative in pietra all'ingresso del palazzo.

## Descrizione
L'edificio è un esempio mirabile di un'edilizia aristocratica di fine Settecento, giunta fino a noi quasi intatta e con il fascino delle cose di un tempo, ma che hanno, anche in epoca moderna, un loro preciso significato storico e culturale. 
La facciata, da cui si può notare con chiarezza la divisione in piani del palazzo, è costituita, nella sua parte alta, da un sottogronda lavorato a finti travetti sormontato da una decorazione al cui centro spicca lo spazio di un orologio arricchito da quattro statue dedicate all'Architettura, alla Scultura, alla Pittura ed alla Poesia e scolpite da Antonio Gelpi.
Nel 1848 il conte Giacomo Medolago Albani faceva eseguire da Giovanni Maria Benzoni cinque medaglioni in marmo di Carrara tra le 8 semicolonne presenti sul lato frontale di ingresso ispirati a episodi della "Gerusalemme liberata" di Torquato Tasso.
L'interno del palazzo è composto da varie sale decorate e ornate da diversi artisti e pittori fra cui Gian Paolo Cavagna (bergamasco e discepolo del grande Giovan Battista Moroni). In una delle sale principali, decorata a stucchi e festoni da Atanasio Soldati, si trovano, come sopra porta, sette paesaggi di Luigi Deleidi detto “Il Nebbia”. Tra le altre sale si ricorda la galleria detta del Bonomini, così chiamata perché conserva alcuni pregevoli affreschi dell'artista Paolo Vincenzo Bonomini (1757-1839) e quella chiamata “Sala Rossa” sul cui soffitto, ai quattro angoli emergono gli stemmi Medolago, Zanchi, Grumelli e Colleoni. Di estremo interesse appare l'atrio dell'accesso principale. Infatti la soluzione planimetrica dell'androne con il cortile attiguo e lo scalone, viene attribuita all'architetto Leopoldo Pollack. Sul piano del cortile si trova inoltre la cappella di famiglia, alla quale si può accedere anche dall'esterno. Il locale è semplice, decorato con ornamenti in stucco e da una tela rappresentante la Natività che si trova sopra l'altare.